# Argonnen

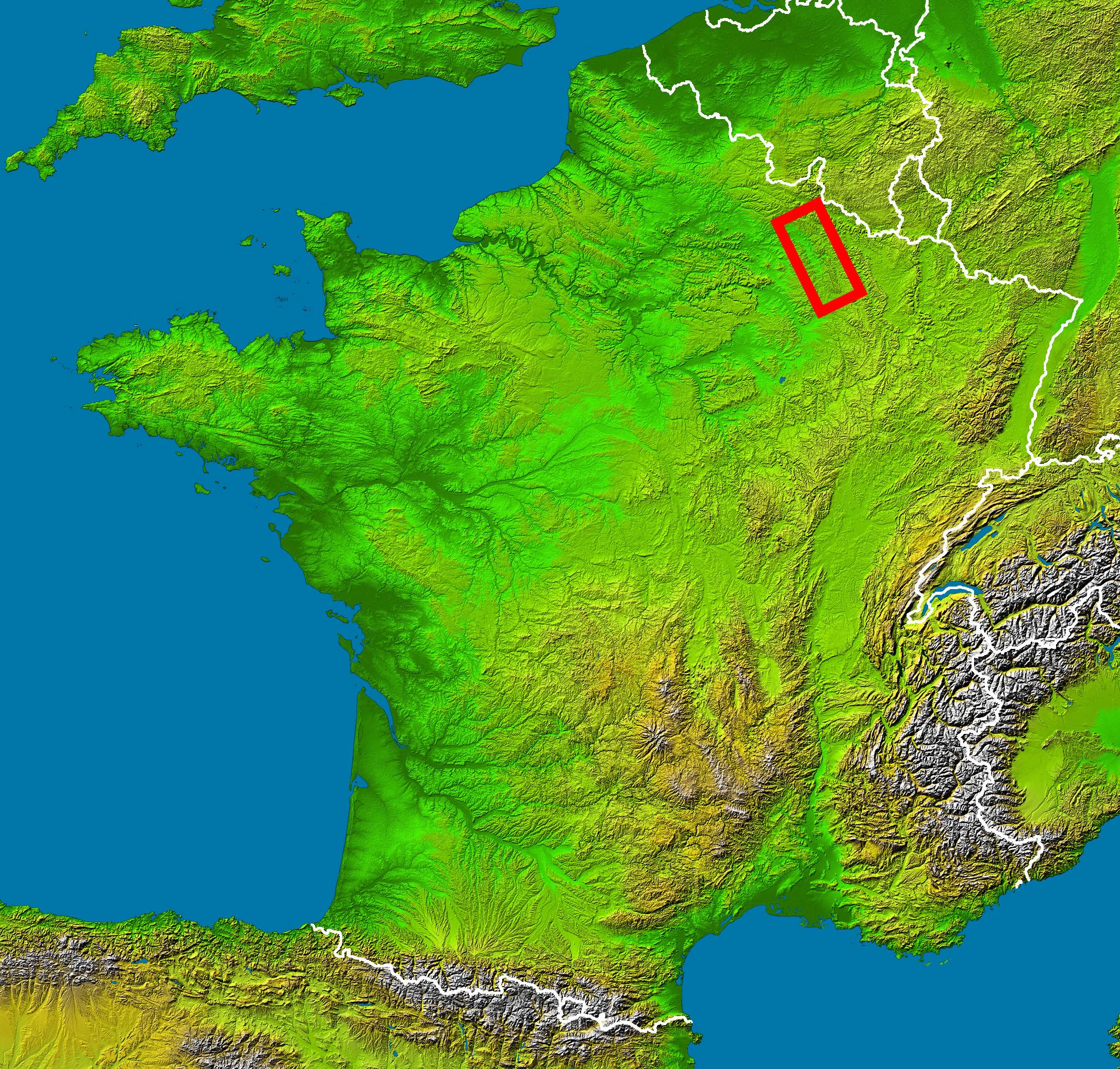
Lage der Argonnen im nordöstlichen Frankreich.

Die Argonnen – französisch L’Argonne, in Deutschland nach dem Ersten Weltkrieg meist als Argonner Wald bezeichnet – trennen das wellige Becken der Champagne vom ursprünglich erst an der Maas beginnenden Lothringen.

## Landschaft

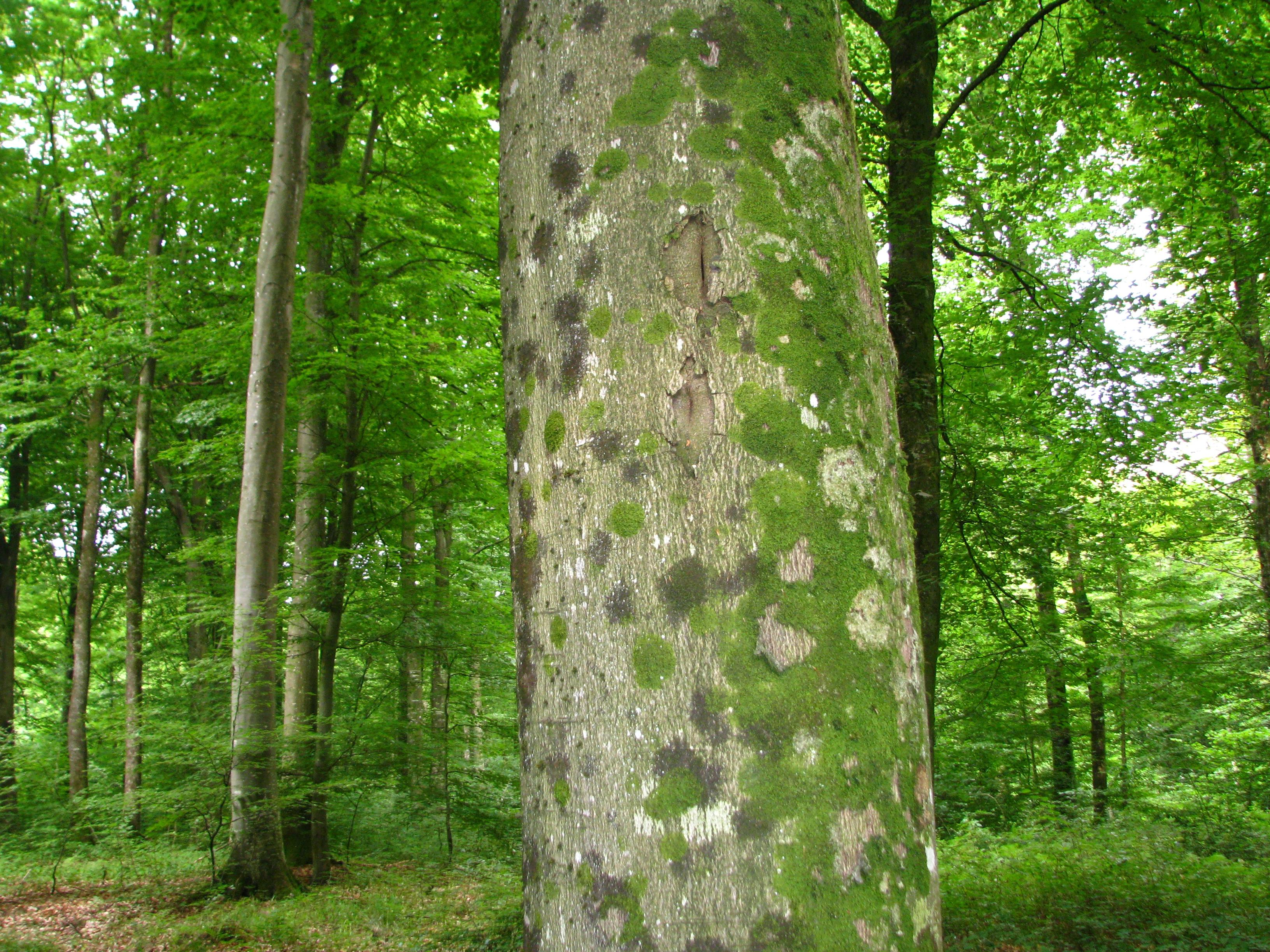
Alte Stechpalmen-Buchenwälder sind für die Argonnen typisch

Die Argonnen sind ein Hügelland, das von mehreren Schichtstufen (frz. Côtes) aus Kreide- und Weißjurakalken gebildet wird, die sich von Nordnordwesten nach Südsüdosten erstrecken. Es bildet einen 30–35 km breiten nordsüdwärts etwa 110 km langen Streifen zwischen der Aisne und ihrem Nebenfluss Ante als Abgrenzung zur Champagne im Westen und dem Tal der Maas im Osten. Nordwestlich gehen die Argonnen bei Charleville-Mézières ohne scharfe Grenze in die Kämme des Ardennenvorlandes (Crêtes Préardennaises) über. Südöstlich schließen die Hochplateaus des Barrois an. Die Höhen der Argonnen sind von mehrere Kilometer breiten Waldstreifen bedeckt. Bei vorherrschendem subatlantischem Klima sind Stechpalmen-Buchenwälder (Ilex aquifolii-Fagetum) die für die Argonnen charakteristische Waldgesellschaft. Dazwischen gibt es fruchtbare Felder und Wiesen. Die Täler der nordwärts fließenden Flüsse Aire im Süden und Bar im Norden durchziehen das Hügelland in Längsrichtung.  Kern ist der zwischen Aisne und Aire gelegene bis zu 303 m über dem Meer hohe südwestliche Sandsteinrücken mit der Forêt d’Argonne (Argonnerwald), dem größten zusammenhängenden Waldgebiet dieses Hügellandes.

## Kriegsschauplatz

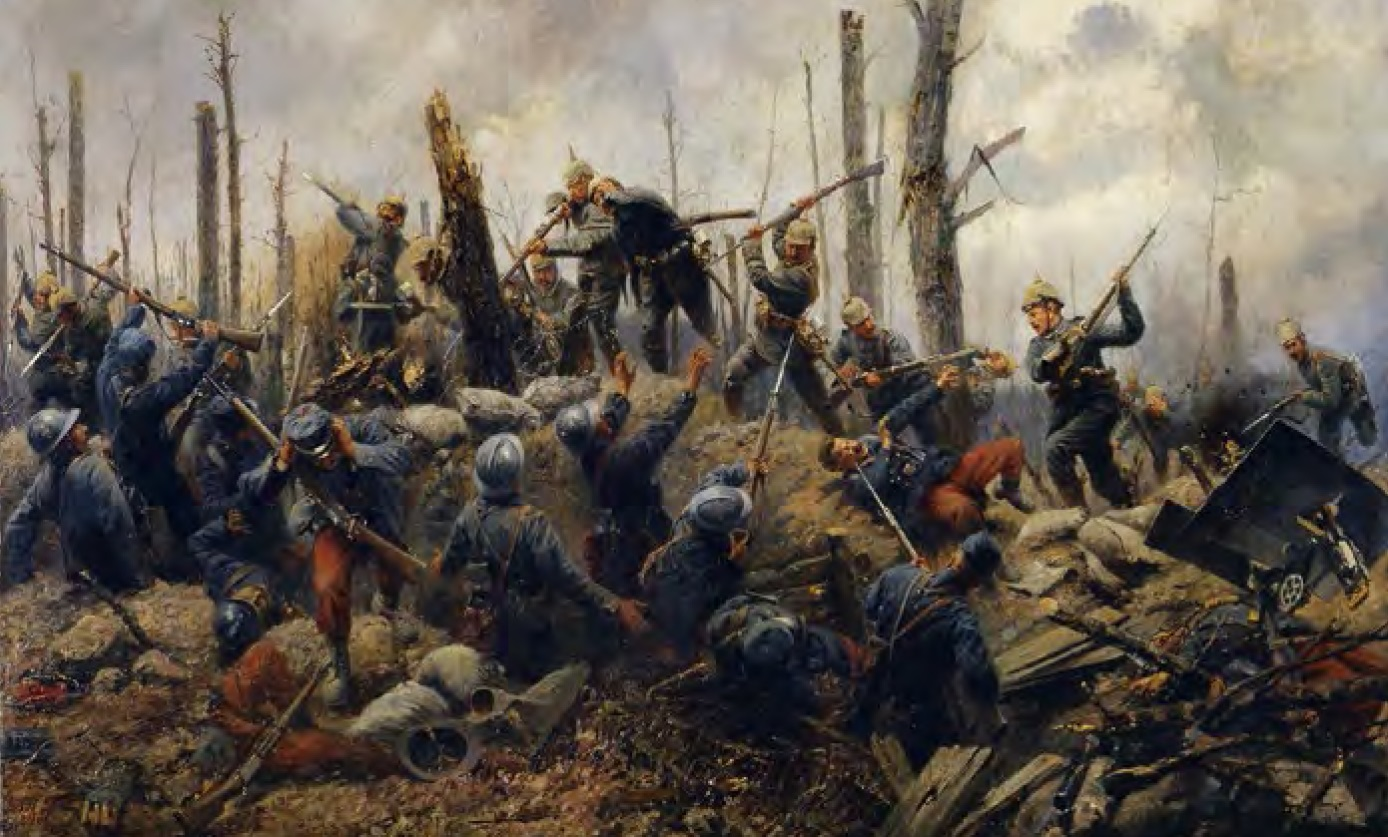
Georg Schöbel, 1915: Erstürmung der Anhöhe 285 in den Argonnen am 13. Juli 1915, Deutsches Historisches Museum

Im Jahr 1792 wehrten Charles-François Dumouriez und François-Christophe Kellermann die eindringende Armee Karl Wilhelm Ferdinands in der Kanonade von Valmy ab. Diese Ereignisse werden von Goethe in seiner Schrift Kampagne in Frankreich beschrieben.
Im Ersten Weltkrieg war die durch die Argonnenbahn erschlossene Gegend Schauplatz heftiger Kämpfe zwischen Deutschen und Franzosen, vor allem der Minenkrieg von Vauquois, später auch Amerikanern (Herbst/Winter 1914, Sommer 1915, Herbst 1918, Maas-Argonnen-Offensive). Zahlreiche Soldatenfriedhöfe zeugen von den schweren Kämpfen, bei denen Tausende von Soldaten starben. Deutscherseits entstand im Ersten Weltkrieg das Argonnerwaldlied.